# Гатвік-Експрес
Гатвік-Експрес (англ. Gatwick Express) — залізнична лінія та служба між станцією Лондон-Вікторія, аеропортом Гатвік та Брайтоном у Південно-Східній Англії. Ця торгова марка, що використовується компанією Govia Thameslink Railway, що працює на залізничному маршруті Гатвік-Експрес, франшизи Thameslink, Southern і Great Northern.
Гатвік-Експрес — найшвидший спосіб дістатися з аеропорту Гатвік до центру Лондона. Потяги вирушають що 15 хвилин, а час проїзду автобусом та метро до Лондон-Вікторія займає близько 30-35 хвилин. Поїзди мають трафік з 01:30 годин до 3:30 годин цілодобово. Подорож триває близько 30 хвилин.

## Рухомий склад
| Клас        | Зображення | Тип             | Найвища швидкість | Найвища швидкість | Кількість | Рік побудови    | Примітки         |
| Клас        | Зображення | Тип             | mph               | km/h              | Кількість | Рік побудови    | Примітки         |
| ----------- | ---------- | --------------- | ----------------- | ----------------- | --------- | --------------- | ---------------- |
| Class 73    |            | Електротепловоз | 90                | 145               | 1         | 1962, 1965—1967 | 73202, резервний |
| Class 387/2 |            | Електропоїзд    | 110               | 177               | 27        | 2015–2016       |                  |
| Class 387/2 |            |                 |                   |                   |           |                 |                  |